# Jean-Sébastien Girard
Pour les articles homonymes, voir Girard.
Jean-Sébastien Girard, né à Montréal le 24 juin 1975, est un chroniqueur, animateur, acteur, metteur en scène et humoriste québécois. Il s'est fait connaître notamment à l'émission humoristique La soirée est (encore) jeune à ICI Radio-Canada Première.

## Carrière
De 1996 à 2006, Jean-Sébastien Girard est metteur en scène pour le spectacle Hommage à Aznavour à la Place des Arts et parallèlement, en 1998, il obtient son baccalauréat en art dramatique de l'Université du Québec à Montréal,. 
En 2000, il devient recherchiste à ICI Radio-Canada Première, puis chroniqueur à plusieurs émissions de la même chaîne (notamment La Fosse aux lionnes), puis à ICI ARTV. En 2012, les animateurs de la défunte émission le Sportnographe sont à la recherche d'une collaboratrice pour leur nouveau projet d'émission, La soirée est (encore) jeune, mais leur choix s'arrête sur Girard. D'abord reporter au téléphone durant deux saisons, il devient co-animateur en 2014. Depuis la saison 2015, l'émission de radio est diffusée à la télévision en version condensée de 45 minutes sur la chaîne ICI ARTV, ainsi qu'en vidéo à la demande à ICI TOU.TV. La première émission du 27 septembre 2015 est la plus regardée sur ICI ARTV.
À l'été 2013, il anime l'émission Les Bronzés font de la radio à ICI Radio-Canada Première avec les chroniqueurs Jean-Philippe Cipriani, Chantal Lamarre et Frédéric Lambert. Le militant Gabriel Nadeau-Dubois devait être parmi les chroniqueurs de l'émission, mais il se retire avant le début de la saison pour cause d'un « malentendu sur le ton »,. 
Le 14 juin 2015, alors que Girard anime un quiz humoristique portant sur Michel Rivard, invité à l'émission La soirée est (encore) jeune, il provoque une crise médiatique qualifiant, à la blague, Québec de « ville de mongols »,. Ce commentaire suscite de vives réactions, notamment de la part du maire Régis Labeaume et de la Société de la trisomie-21. Girard et Radio-Canada présentent des excuses publiques le lendemain,.
L'absence d'un article Wikipédia à propos de Girard est un gag récurrent à l'émission La soirée est (encore) jeune, il lance alors un nouveau segment : « En route vers ma page Wikipédia ! ». Lors de l'émission du 1er novembre 2015, il invite tout le Canada à créer un article dans l'encyclopédie et il promet une conversation téléphonique et un repas à l'auditeur qui créera son article, peut-être un verre au bar si cet auditeur « n'est pas du yable ». La page est créée le jour même et supprimée au terme d'un vote par la communauté wikipédienne.
En 2016, Girard fait partie de la distribution de la websérie québécoise Barman à ICI TOU.TV et il collabore à l'émission de télévision Les Échangistes avec Pénélope McQuade. À l'été 2016, il anime la première émission produite à la nouvelle chaîne Première Plus d'ICI Radio-Canada Première, Vos vedettes sur le gril, une émission enregistrée devant public au parc Molson à Montréal. Il est aussi co-porte-parole de l'édition 2016 du festival Zone Homa.
Le 22 juillet 2016, dans le cadre du festival humoristique Zoofest, il participe au spectacle humoristique Sainte Céline qui rend hommage à Céline Dion, où il chante en compagnie de Léane Labrèche-Dor.
Lors du 18e Gala Les Olivier, il remporte le prix de la capsule ou sketch humoristique à la radio grâce à son sketch Mac & Cheetos à La Soirée est (encore) jeune,. Il est également deux fois en nomination au 31e Gala des prix Gémeaux dans la catégorie « Meilleur texte humour » pour La soirée est (encore) jeune  « Épisode 9 » et Spéciale Noël.
Lors du 23e Gala Les Olivier, il remporte le prix de la meilleure capsule ou sketch radio avec sa chronique Nom d'une pipe - Tout sur le sperme.
De 2016 à 2021, il est collaborateur régulier à l'émission Esprit critique sur ICI ARTV.
Il participe au spectacle Prédiction 2017, présenté huit soirs au Théâtre Saint-Denis avec ses collègues de La soirée est (encore) jeune et l'humoriste et dramaturge Fabien Cloutier.
À l'hiver 2017, il est le « Serge Laprade » de Véronique Cloutier pour l'émission Votre beau programme.
Depuis l'été 2019, il anime l'émission estivale JS Tendresse. L'émission, qui était d'abord présentée sur les ondes d'ICI Musique, est maintenant en ondes sur ICI Première. 
Au cours de l'été 2022, il fait une tournée de plusieurs ville québécoises avec le spectacle JS Tendresse - Le spectacle. 
Depuis l'automne 2022, il anime l'émission Jeannot BBQ sur les ondes de ICI Première. 
À l'automne 2022, il commence le rodage de son premier one-man-show Un garçon pas comme les autres,,,. Au cours de l'automne 2022 et de l'hiver 2023, il présente son spectacle dans plusieurs villes à travers le Québec. Il fait sa rentrée montréalaise les 14 et 15 mars 2023,,, à l'Olympia de Montréal et sa rentrée québécoise le 27 mars 2023 à la Salle Albert-Rousseau. Les critiques de son spectacles sont excellentes. Son spectacle est ensuite en tournée partout au Québec. 

## Prix et nominations
- 2013 : 15e Gala Les Olivier, nomination dans la catégorie « Émission humoristique à la radio »[42].
- 2014 : 16e Gala Les Olivier, nomination dans la catégorie « Émission de radio humoristique »[43].
- 2016 : Olivier 2016, prix du meilleur sketch humoristique à la radio pour La soirée est (encore) jeune.
- 2016 : 29e Gala des prix Gémeaux, deux nominations dans la catégorie « Meilleur texte humour », La soirée est (encore) jeune épisode no 9[44] et Spéciale Noël[45],[24].
- 2022 : Olivier 2022, prix du meilleur sketch humoristique à la radio pour La soirée est (encore) jeune[46].

## Animateur
- 2013 : Les Bronzés font de la radio
- 2015 : Soirée des prix Rideau
- 2016 : Vos vedettes sur le gril
- 2016 : Parasol et Gobelet (remplaçant)
- 2019 - présent : JS Tendresse
- 2022 - présent : Jeannot BBQ
- 2025 : La journée (est encore jeune) - remplaçant
- 2025 - présent : Bonsoir bonsoir !(remplaçant)

## Chroniqueur
- Samedi et rien d'autre
- 2007 à 2010 : Les Lionnes
- 2008 : Je l'ai vu à la radio
- 2008 : On fait tous du showbusiness
- 2009 à 2012 : L'après-midi porte conseil
- 2010 : AM
- 2011 : L'Été du monde
- 2012 : Médium large
- 2012 à 2014 : PM
- 2012 - 2022 : La soirée est (encore) jeune
- 2014 - présent : Entrée Principale
- 2015 - présent : C'est juste de la TV
- 2016 - présent : Les Échangistes
- 2016 - présent : Esprit critique
- 2017 : Votre beau programme
- 2022 - présent - La journée est encore jeune

## Websérie
- 2016 : Barman (épisode 8)